# New Bremen (Ohio)
New Bremen – wieś w Stanach Zjednoczonych, w stanie Ohio, w hrabstwie Auglaize.